# Spodnje Duplje
Spodnje Duplje je naselje u slovenskoj Općini Naklu. Spodnje Duplje se nalazi u pokrajini Gorenjskoj i statističkoj regiji Gorenjskoj. 

## Stanovništvo
Prema popisu stanovništva iz 2002. godine naselje je imalo 694 stanovnika.